# Боброва (притока Сухого Торця)
Боброва — річка в Ізюмському районі Харківської області, ліва притока Сухого Торця (лівої притоки Казенного Торця).

## Опис
Довжина річки приблизно 10  км. Висота витоку річки над рівнем моря — 104 м, висота гирла — 85 м, падіння річки — 18 м, похил річки — 1,15 м/км. Формується з 2 безіменних струмків та 3 водойм.

## Історія
В кіці XIX століття на місці витоку річки існувало поселення Боброва.

## Розташування
Боброва бере початок з водойми на північно-західній стороні від села Нової Дмитрівки. Тече переважно на південь і у селі Новопавлівка впадає у річку Сухий Торець, ліву притоку Казенного Торця.